# Vencecavalo e o Outro Povo
Vencecavalo e o Outro Povo é livro de contos do escritor brasileiro João Ubaldo Ribeiro, publicado em 1974.
No livro, o autor desnuda através das histórias de cinco contos, com sua veia satírica, os mitos, heróis, estadistas, intelectuais, militares, santos e descobridores, investindo contra a imagem de austeridade que cerca esses personagens que fazem parte da realidade e do imaginário do povo. O título inicial do livro era A Guerra dos Pananaguás.